# ۲۵ خرداد
۲۵ خرداد هشتاد و هفتمین روز سال در گاه‌شماری خورشیدی است. به پایان سال ۲۷۸ روز (در سال کبیسه ۲۷۹ روز) باقی‌است.

## رویدادها
- ۱۳۶۰ - تظاهرات ۲۵ خرداد ۱۳۶۰
- ۱۳۸۷ - آغاز تحصن دانشگاه زنجان در خرداد ۱۳۸۷
- ۱۳۸۷ - رقابت ۲۵ خرداد ۱۳۸۷ تیم ملی فوتبال ایران با تیم ملی فوتبال سوریه در مرحله مقدماتی جام جهانی فوتبال ۲۰۱۰ آسیا
- ۱۳۸۸ - تظاهرات ۲۵ خرداد ۱۳۸۸ معترضان به نتیجه انتخابات ریاست‌جمهوری در ایران
- ۱۳۸۸ - حمله به کوی دانشگاه تهران
- ۱۳۸۸ - حمله به خوابگاه دانشگاه شیراز
- ۱۳۸۹ - انتشار ویراست نخست منشور جنبش سبز
- ۱۳۹۲ - حسن روحانی به شکل رسمی به‌عنوان هفتمین رئیس‌جمهور ایران انتخاب شد[۱]
- ۱۳۹۷ - سیل ۱۳۹۷ رودسر
- ۱۳۹۷ - رقابت ۲۵ خرداد ۱۳۹۷ تیم ملی فوتبال ایران با تیم ملی فوتبال مراکش در جام جهانی فوتبال  ۲۰۱۸
- ۱۴۰۰ - رقابت ۲۵ خرداد ۱۴۰۰ تیم ملی فوتبال ایران با تیم ملی فوتبال عراق در مرحله مقدماتی جام جهانی فوتبال ۲۰۲۲ آسیا و مرحله مقدماتی جام ملت‌های آسیا ۲۰۲۳

## مناسبت‌ها
- روز گل در ایران[۲]

## زادروزها
- ۱۳۱۲ - محمدعلی رجایی، دومین رئیس‌جمهور ایران
- ۱۳۱۵ - رضا بیک ایمانوردی، بازیگر
- ۱۳۲۵ - غلامعلی سلیمانی، بنیان‌گذار سولیکو
- ۱۳۲۹ - زویا زاکاریان، ترانه‌سرا
- ۱۳۳۴ - محمدرضا شریفی‌نیا، بازیگر
- ۱۳۵۳ - ستاره اسکندری، بازیگر
- ۱۳۵۸ - نبی‌الله باقری‌ها، بازیکن فوتبال
- ۱۳۶۰ - مه‌لقا باقری، بازیگر

## درگذشت‌ها
- ۱۳۵۲ - رضا رضایی، از رهبران سازمان مجاهدین خلق ایران
- ۱۳۸۸ - حسین طهماسبی، از کشته‌شدگان تظاهرات ۲۵ خرداد ۱۳۸۸ معترضان به نتیجه انتخابات ریاست‌جمهوری در ایران
- ۱۳۸۸ - محرم چگینی، از کشته‌شدگان تظاهرات ۲۵ خرداد ۱۳۸۸ معترضان به نتیجه انتخابات ریاست‌جمهوری در ایران
- ۱۳۸۸ - حسین اخترزند، از کشته‌شدگان تظاهرات ۲۵ خرداد ۱۳۸۸ معترضان به نتیجه انتخابات ریاست‌جمهوری در ایران
- ۱۳۸۸ - داوود صدری، از کشته‌شدگان تظاهرات ۲۵ خرداد ۱۳۸۸ معترضان به نتیجه انتخابات ریاست‌جمهوری در ایران
- ۱۳۸۸ - علی حسن‌پور، از کشته‌شدگان تظاهرات ۲۵ خرداد ۱۳۸۸ معترضان به نتیجه انتخابات ریاست‌جمهوری در ایران
- ۱۳۸۹ - مصطفی تاجیک، کشتی‌گیر
- ۱۳۹۱ - حسن کسائی، موسیقی‌دان
- ۱۳۹۱ - احمد قدیریان، معاون اجرایی علی قدوسی در دادگاه انقلاب
- ۱۳۹۹ - محمدعلی کشاورز، بازیگر
- ۱۳۹۹ - فاطمه بریهی، از شهروندان ایران
- ۱۴۰۳ - محسن صرامی فروشانی، نماینده حوزه انتخابیه خمینی‌شهر در دوره نهم مجلس شورای اسلامی
- ۱۴۰۴ - محمد کاظمی، رئیس سازمان اطلاعات سپاه پاسداران انقلاب اسلامی
- ۱۴۰۴ - حسن محقق، جانشین سازمان اطلاعات سپاه پاسداران انقلاب اسلامی